# Stomatodexia similigena
Stomatodexia similigena là một loài ruồi trong họ Tachinidae.